# بيريلاندرا
بيريلاندرا (وعنون أيضًا باسم الرحلة إلى الزهرة في طبعة لاحقة نُشرت من قبل بان للكتب) هو الكتاب الثاني في ثلاثية الفضاء لسي. إس. لويس، تدور أحداثه على كوكب بيريلاندرا أو الزهرة. ونُشر لأول مرة في عام 1943.

## ملخص الحبكة
تبدأ القصة بالعالم اللغوي إيلوين رانسوم، بعد سنوات من عودته من المريخ في نهاية كتاب خارج الكوكب الصامت (Out of the Silent Planet)، تلقى مهمة جديدة من أويارسا Oyarsa (الحاكم الملائكي) للمريخ. فاستدعى رانسوم الراوي لويس إلى موطنه. وشرح له أن عليه السفر إلى بيريلاندرا (الزهرة)، حيث واجه هجومًا شنه أرشون الأرض الأسود (الشيطان).
نُقل رانسوم في مركبة تشبه النعش مصنوعة من الجليد لا تحتوي على شيء إلاه. وجعل لويس يعصب عينيه حتى لا يعميه ضوء الشمس عندما يسافر خارج الغلاف الجوي للأرض. لم يكن يرتدي أي ملابس في الرحلة إذ أخبره أويارسا أن الملابس غير ضرورية على كوكب الزهرة. وبعد قضاء أكثر من عام هناك عاد إلى الأرض والتقى بلويس وصديق آخر. ويجري سرد بقية القصة من وجهة نظر رانسوم، ويقتصر دور لويس على محاور له أو بتعليقات متفرقة.
وصل رانسوم إلى كوكب الزهرة بعد رحلة محاطة بألوان زاهية، ذاب بعدها الصندوق وترك رانسوم على أرض تبدو كأنها جنة محيطية. اليوم الواحد هنا هو نحو 23 ساعة على الأرض، على عكس أيام الأرض والمريخ والتي تكون بين 24 أو 25 ساعة. السماء ذهبية ولكنها معتمة. إذ لا تمكن رؤية الشمس، ما جعل ضوء النهار خافتًا أكثر مما هو على الأرض، والليل حالك السواد لا تُرى فيه أي نجوم.
في النظرة الأولى لرانسوم رأى الكوكب مغطى بمياه محيط حلوة، وبدا كأنه منقط بسبب طوافات عائمة من النباتات، وكانت تشبه الجزر إلى حد وجود حياة نباتية وحيوانية عليها، وكان من بينها نوع من المخلوقات الشبيهة بالتنين التي واجهها رانسوم في وقت مبكر من زيارته. ومع ذلك، نظرًا إلى أن هذه الطوافات لا تمتلك أسسًا جيولوجية، فهي في حالة حركة دائمة. وكانت السمة الجيولوجية الوحيدة التي استطاع ملاحظتها على الكوكب هي جبل يسمى الأرض الثابتة.
سرعان ما قابل رانسوم ملكة الكوكب التي كُشف عن اسمها لاحقًا على أنها تينيدريل. وهي كائن بهيج وقد اتخذته صديقًا بسرعة. وعلى عكس سكان المريخ في كتاب خارج الكوكب الصامت، فإنها تشبه الإنسان في المظهر الجسدي باستثناء لون بشرتها، الذي كان أخضر، وقيل إن هذا هو الشكل المفضل الذي تتخذه المخلوقات الحية نتيجة تجسيد ماليلديل، التجسيد الثاني لله، في شكل إنساني. هي وملك الكوكب، الذي لم يظهر بشكل كبير حتى النهاية، هما البشريان الوحيدان، إذ يمثلان آدم وحواء في عالمهما. وقد عاشا على جزر الطوافات العائمة، وكان يحظر عليهما النوم على «الأرض الثابتة».
كانت الطوافات أو الجزر العائمة جنة فعليًا، لا لأنها وفرت حياة سعيدة خالية من الهموم فحسب، ولكنبل أيضًا بمعنى أن رانسوم قضى أسابيع وشهورًا عاريًا في حضرة امرأة جميلة عارية دون شعور بأي رغبة تجاهها أو حتى محاولة لإغوائها.
تغير هذا الفردوس مع وصول البروفيسور ويستون بسفينة فضائية وهبوطه في جزء من المحيط بالقرب من الأرض الثابتة. إذ أعلن في البداية لرانسوم أنه رجل مُصلح، لكن بدا أنه ما يزال يبحث عن السلطة. بدلًا من الموقف المادي الصارم الذي عرضه عند لقائه مع رانسوم أولًا، أكد أنه أصبح على علم بوجود كائنات روحية وتعهد بالولاء لما سماه «قوة الحياة». وحذّر رانسوم من موقف ويستون من أن الروحانية ليست كلها جيدة بطبيعتها، ولكن ويستون، وتحت وقع غروره، يخضع بشكل كامل لمس شيطاني.

## روابط خارجية
- بيريلاندرا على موقع الموسوعة البريطانية (الإنجليزية)